# Morelia (genre)
Pour les articles homonymes, voir Morelia.
Genre
Morelia est un genre de serpents de la famille des Pythonidae. 

## Répartition
Les 4 espèces de ce genre se rencontrent en Australie, en Papouasie-Nouvelle-Guinée et en Indonésie. 

## Description
Ce sont des serpents constricteurs ovipares.

## Liste d'espèces
Selon The Reptile Database (24 avril 2014) :
- Morelia bredli (Gow, 1981)
- Morelia carinata (Smith, 1981)
- Morelia spilota (Lacépède, 1804) - Python tapis
- Morelia viridis (Schlegel, 1872) - Python arboricole vert australien ou Python arboricole vert ou Python vert

## Publication originale
- Gray, 1842 : Synopsis of the species of prehensile-tailed Snakes, or family Boidae.  Zoological Miscellany, London, vol. 2, p. 41-46 (texte intégral).